# Naruto: Rise of a Ninja
Naruto: Rise of a Ninja è un videogioco di genere avventura dinamica e picchiaduro del 2007, sviluppato da Ubisoft Montréal e pubblicato da Ubisoft in esclusiva per Xbox 360; si tratta del primo videogioco basato sull'anime di Naruto ad approdare su una console proprietaria di Microsoft.

## Trama
Il videogioco ripercorre le prime due stagioni dell'anime di Naruto, partendo dalla formazione del Team 7 fino ad arrivare allo scontro con Gaara nella Foresta della Morte; vengono inoltre incluse delle missioni che vedono come antagonista una banda di malviventi intenta a rubare i tesori del Villaggio della Foglia.

## Modalità di gioco
Nel videogioco si impersona il giovane Naruto Uzumaki, il quale affronta mille peripezie fino ad arrivare allo scontro con Gaara nella Foresta della Morte, alternando missioni legate alla storia principale a missioni secondarie non riconducibili a fatti avvenuti nell'anime. L'obiettivo di Naruto è quello di conquistare la fiducia degli altri abitanti del Villaggio della Foglia e farsi accettare da loro, svolgendo compiti, raccogliendo sfide e sconfiggendo i rivali in combattimenti picchiaduro; la maggior parte del gioco si svolge nel Villaggio della Foglia, liberamente esplorabile, e nelle zone limitrofe.
Durante l'avventura, Naruto sviluppa le sue principali tecniche da combattimento (ad eccezione del rasengan) e impara a salire sugli alberi e a correre sull'acqua, il che gli consente di raggiungere, progressivamente, aree sempre più lontane con l'avanzare della storia principale.

## Personaggi
Oltre al protagonista, Naruto Uzumaki, il giocatore può utilizzare altri personaggi dell'anime per i combattimenti picchiaduro in multigiocatore.
- Naruto Uzumaki
- Sasuke Uchiha
- Sakura Haruno
- Gaara
- Haku Yuki
- Kakashi Hatake
- Kiba Inuzuka
- Neji Hyuga
- Orochimaru
- Rock Lee
- Zabuza Momochi

### Contenuti scaricabili
Dopo l'uscita del videogioco, è stata offerta la possibilità di scaricare a pagamento altri cinque personaggi dell'anime.
- Choji Akimichi
- Hiruzen Sarutobi
- Jiraiya
- Shikamaru Nara
- Temari Nara

## Accoglienza
| Testata                          | Giudizio |
| -------------------------------- | -------- |
| Metacritic (media al 27-09-2023) | 78/100   |
| Destructoid                      | 8/10     |
| Edge                             | 7/10     |
| Electronic Gaming Monthly        | 7/10     |
| Eurogamer                        | 7/10     |
| Game Informer                    | 8/10     |
| GameSpot                         | 7.5/10   |
| GamesRadar+                      | 7/10     |
| IGN                              | 8.5/10   |

Il sito 4News assegnò al videogioco un punteggio di 8.5, descrivendolo come uno dei titoli più riusciti tra quelli basati sull'anime di Naruto per fedeltà al prodotto originale, qualità grafica e combattimenti, riuscendo a centrare l'obiettivo e a proporsi come un'ottima base di partenza per i capitoli successivi.